# Selección de fútbol de El Salvador
La selección de fútbol de El Salvador es el representativo nacional de este país en este deporte. Es dirigida por la Federación Salvadoreña de Fútbol, perteneciente a la Concacaf. En 1899, la selección de Santa Ana y la selección de San Salvador se reunieron para protagonizar el primer partido de fútbol formal en El Salvador. El primer partido de la selección nacional de fútbol se llevó a cabo en septiembre de 1921, cuando fueron invitados a participar en un torneo para celebrar los 100 años de la Independencia de Centroamérica.
El Salvador ha tenido dos participaciones en la Copa Mundial de fútbol: primero en 1970 y nuevamente en 1982. Ha competido en los torneos regionales de la Concacaf 15 veces, terminando como subcampeón en 1963 y 1981. La Selecta, como es conocida popularmente, ganó la Copa CCCF 1943 y terminó en segundo lugar en los campeonatos de 1941 y 1961. También compite en la bienal de la Copa Centroamericana, los Juegos Panamericanos. Ha logrado dos medallas de oro en los Juegos Centroamericanos y del Caribe.
El Estadio Cuscatlán, también conocido como «El Coloso de Montserrat», es el estadio oficial del equipo de El Salvador de fútbol con una capacidad de 52.000 espectadores. Raúl Díaz Arce es el máximo goleador con 39 goles, mientras que Darwin Cerén ostenta el récord de ser el jugador salvadoreño que más veces ha vestido la casaquilla nacional con 98 participaciones. La selección nacional de El Salvador ha tenido 52 entrenadores en total.
Dentro del historial de eliminatorias para los mundiales de fútbol de esta selección, resaltan los enfrentamientos contra la selección de fútbol de Honduras en 1969 que precedieron a la denominada guerra de las Cien Horas o Guerra del Fútbol, apelativo acuñado por el reportero polaco Ryszard Kapuscinski.

## Historia

### Inicios
El primer juego de fútbol registrado en El Salvador se remonta al 26 de julio de 1899, cuando se enfrentaron las selecciones de las ciudades de San Salvador y Santa Ana, precisamente en la ciudad de Santa Ana en el occidente del país, y cuyo marcador terminó 2-0 a favor de los locales. Para el año 1921 se desarrolló en Guatemala la Copa Independencia, que reunió a las selecciones nacionales de Guatemala, Honduras, Costa Rica y El Salvador, en lo que se considera el debut del combinado cuscatleco. En esta oportunidad acabó perdiendo ante Costa Rica en el primer encuentro con marcador de 7-0 el día 14 de septiembre. Años después, el conjunto salvadoreño se presentaría ante su propio público el 7 de diciembre de 1928 contra Honduras en el Campo Marte de San Salvador, con victoria local de 5-0, siendo Gustavo Marroquín el primer anotador de la historia de esta selección centroamericana.
En la segunda edición de los Juegos Centroamericanos y del Caribe en La Habana, El Salvador asistió con el primer entrenador oficialmente reconocido: el estadounidense Mark Scott Thompson, quien llevó al equipo al cuarto lugar del torneo de fútbol. Cuatro años después, la ciudad de San Salvador acogió la tercera edición de estos juegos regionales, y como anfitriones, los salvadoreños se agenciaron la medalla de bronce bajo la dirección del español Pablo Ferré Elías. Participaron en aquella selección Edmundo Majano en la portería; Tobías Rivera y Raúl Castro en la defensa; Américo González, Napoleón Cañas y Samuel Astacio en la zona media; y Álex Morales, Rogelio Avilés, Fidel Quintanilla, Miguel «Americano» Cruz y Andrés Hernández en la delantera.

### "Cerca" de la Copa del Mundo
Para el eliminatorio del Mundial de Fútbol de 1938 a realizarse en Francia, tras una primera ronda eliminatoria sin disputarse, debido al retiro de la mayor parte de selecciones del región invitadas a la contienda tanto de Centroamérica, el Caribe, y Sudamérica, El Salvador disputaría con el seleccionado de Cuba el boleto otorgado como una de las dos representantes por parte del continente americano, el primero ya obtenido por la Selección de Brasil, sin embargo motivos extra-deportivos y la ausencia de factor logística hicieron declinar al representativo salvadoreño a disputar dichos encuentros con los isleños, dejando escapar una posibilidad enorme para debutar en una Copa del Mundo.

### Primeros títulos internacionales
La Confederación Centroamericana y del Caribe de Fútbol (CCCF) organizó el evento regional denominado «Copa CCCF» en cuya primera edición de 1941, El Salvador terminó en segundo lugar. Para la edición de 1943, el torneo se llevó a cabo en la ciudad de San Salvador en el Estadio Nacional de la Flor Blanca. Este evento se realizó entre los representativos de Guatemala, Costa Rica, Nicaragua y el equipo anfitrión, y tras dos rondas de juegos la tabla mostraba un empate en puntos entre Guatemala y El Salvador, ambos con nueve unidades. Los locales habían perdido la oportunidad de ganar el título en el terreno de juego al perder contra Costa Rica 2-4, mientras que los guatemaltecos lograron empatarles en la cima de la tabla al ganar su compromiso ante Nicaragua por 5-1. Se dice que los ánimos se caldearon ante estos resultados, lo que generó un ambiente de inseguridad que obligó a los guatemaltecos a retirarse del torneo sin jugar el partido extra para definir el campeón, por lo que El Salvador, dirigido por Américo González, se agenció el título por mejor gol diferencia. Integraban aquel conjunto Edmundo «Zarco» Majano, Rafael «Chapuda» Reyes, Luis «Loco» Regalado, José Deras, Alonso «Loncho» Torres, José Armando Rivas, y Miguel «Americano» Cruz, entre otros.
El año 1954 la selección salvadoreña realizó una de sus mejores gestas internacionales. Se presentó a los VII Juegos Centroamericanos y del Caribe que tuvieron lugar en la Ciudad de México, con una plantilla integrada por Yohalmo Aurora y Manuel Garay como porteros; Hugo Moreno y Armando Larin como defensores; Luis Regalado, Conrado Miranda, Fernando Barrios, Ramón Chávez, y José Hernández en la zona media; y Mario Arnoldo Montoya, Juan Francisco Barraza, Ricardo Ovidio Valencia, Alfredo Ruano, y Obdulio Hernández como delanteros. Los cuscatlecos, dirigidos por Carbilio Tomasino, iniciaron el torneo con un empate a dos goles ante Colombia y derrotaron posteriormente a Cuba por 3-1. El siguiente desafío eran los locales, la selección mexicana, quienes perdieron el encuentro por primera vez en su propia casa ante un equipo centroamericano, precisamente en el Estadio Olímpico Universitario con marcador de 2-3, siendo los anotadores por El Salvador Mario Montoya con dos goles, y Ricardo Valencia. El último juego, y la consecución de la medalla dorada, fue una victoria ante Panamá por la mínima diferencia con anotación de Juan Francisco Barraza.

### Los años 1960
En el año 1961 El Salvador volvió a la cumbre del torneo regional de la Copa CCCF con un subcampeonato logrado en la ciudad de San José, Costa Rica, donde perdió un juego de la ronda final frente los anfitriones con marcador de 0-4, pero con dos victorias ante Haití (2-0), y Honduras (5-1). Integraban aquel conjunto el portero Yohalmo Aurora, los delanteros Mario Monge, Eduardo «Volkswagen» Hernández, Juan Antonio «Maquinita» Merlos, Max «Chele Catán» Cubas, Juan Francisco «Cariota» Barraza, Salvador Rocabruna, y Alfredo «Baiza» Ruano, entre otros, y su director técnico era Conrado Miranda. Dos años después se organizó el primer Campeonato Concacaf en el año 1963 en la ciudad de San Salvador, y nuevamente los cuscatlecos se tuvieron que conformar con el segundo puesto ante Costa Rica, ante los que perdieron el único juego de la ronda final con marcador de 1-4.
Para 1965 sucedió un cambio en el esquema tradicional del fútbol salvadoreño. Ese año, la dirigencia contrató al chileno Hernán Carrasco Vivanco quien tomó las riendas de la selección mayor, a la que introdujo los sistemas tácticos 4-3-3 y 4-4-2. Carrasco se había desempeñado como auxiliar del director técnico Fernando Riera de la selección chilena en la copa mundial de 1962. Con Vivanco al frente, los salvadoreños se ubicaron en el cuarto puesto de la Campeonato de Concacaf de ese año. Posteriormente, con Rigoberto Guzmán como técnico, los salvadoreños se presentaron a los Juegos Olímpicos de 1968 en México, donde perdieron 2 juegos y lograron un empate en la primera ronda.

### La primera clasificación a la Copa Mundial de Fútbol
En noviembre de ese mismo año de 1968, El Salvador inició la ruta de su primera clasificación a una copa del mundo. Nada hacía prever un buen desempeño por el pésimo resultado en los Juegos Olímpicos de México, aparte que la situación financiera de la Federación Salvadoreña de Fútbol era paupérrima.
Pese a este panorama, quien tomó el compromiso de dirigir a la selección fue el argentino Gregorio Bundio. La primera fase la disputó en el grupo B con Surinam y las Antillas Neerlandesas, clasificó en el primer lugar con marca de tres victorias y una derrota. De esta manera, pasó a la ronda semifinal contra Honduras. La serie se inició un 8 de junio de 1969 en medio de un ambiente de inestabilidad política y nacionalismo exacerbado entre ambas naciones que daban indicios de un conflicto armado. El primer juego desarrollado en Tegucigalpa, el 8 de junio, fue ganado por los hondureños por la mínima diferencia, y el segundo encuentro en San Salvador, el 15 de junio, resultó en una victoria local de 3-0 con dos tantos de Ramón «Mon» Martínez y uno de Elmer Acevedo. Así la situación, ambos equipos debieron decidir el pase a la ronda final con un juego extra.
Debido a que ambas delegaciones no se pusieron de acuerdo sobre la sede del juego definitorio, la FIFA decidió que se llevara a cabo en el Estadio Azteca de la Ciudad de México el 27 de junio. Mientras el ambiente político llegaba a su punto más crítico, las selecciones de El Salvador y Honduras disputaron un emocionante juego bajo la lluvia, cuyo tiempo regular terminó empatado a dos goles, siendo «Mon» Martínez el goleador de los cuscatlecos a los minutos 10 y 29. Por tanto, se debió recurrir al tiempo extra, y la anotación decisiva llegó del lado salvadoreño por intermedio de José Antonio Quintanilla al minuto 101. Días después estallaría la guerra de las Cien Horas entre ambos países. El conflicto también sería conocido como la «Guerra del Fútbol», título de un reportaje del periodista Ryszard Kapuscinski.
Con la algarabía del triunfo, El Salvador se presentó en la ronda final ante Haití, y nuevamente se debió recurrir a un juego extra para decidir el clasificado a México 1970. El primer enfrentamiento de la serie fue ganado por los centroamericanos de visita con marcador de 1-2 el 21 de septiembre, pero sorpresivamente cayeron como locales ante los caribeños 0-3 siete días después. La ciudad de Kingston en Jamaica fue el escenario en que se llevó a cabo el partido final el día 8 de octubre. El tiempo regular acabó empatado a cero goles, y en el tiempo extra «Mon» Martínez anotó con un cabezazo el gol del triunfo que otorgó la histórica clasificación a la copa del mundo. Por aquella selección pasaron los nombres de Gualberto Fernández, Jorge «Calero» Suárez, Salvador Mariona, Julio César Mejía, Roberto Rivas, Guillermo Castro, Ernesto Ruano, Jorge «Indio» Vásquez, Víctor Azúcar, René «Pando» Mena, Saturnino «Ninón» Osorio, Salvador Flamenco, Juan Francisco «Cariota» Barraza, Jorge Búcaro, Mauricio «Pipo» Rodríguez, Mauricio «Pachín» González, Mario Monge, Joel Estrada, Julio César Melgar y Daniel Cornejo.
Con la alegría desatada en la afición salvadoreña, llegó también un polémico cambio en la dirección técnica de la selección cuscatleca. Bundio fue sustituido por Hernán Carrasco Vivanco doce días antes del evento, y también fueron dejados de lado varios jugadores claves de la clasificación. Según Bundio, él mismo se había opuesto a que se realizara esas sustituciones en su planilla por insistencia de la federación salvadoreña, lo que pudo haber motivado su destitución. Pese a todo, el ambiente festivo era animado por la canción del «Pájaro picón picón», interpretada por el comediante Mauricio Bojórquez, que había sido adaptada de la melodía original del colombiano Eliseo Herrera.

#### El Salvador en México 1970
El Salvador se presentó en México con Raúl Magaña, Roberto Rivas, Salvador Mariona, Santiago Méndez, Saturnino Osorio, José Antonio Quintanilla, Mauricio Alonso Rodríguez, Alfredo Vásquez, Ramón «Mon» Martínez, Salvador Flamenco, Ernesto Hugo Aparicio, Mario Monge, Tomás Pineda, Mauricio Manzano, David Arnoldo Cabrera, Genaro Sermeño, Jaime Portillo, Guillermo Castro, Sergio Méndez, Gualberto Fernández, Elmer Acevedo y Alberto Villalta; y quedó en el grupo 1 junto a la Unión Soviética, Bélgica y los anfitriones, México. El saldo en el torneo para la primera selección centroamericana en una copa del mundo fue negativo, al perder sus tres encuentros sin anotar ningún gol.

### Los años 1970
Para el año 1971, El Salvador jugó el Campeonato de Concacaf por la zona de Centroamérica, y superó a Nicaragua en doble juego (3-2, 1-0) en la ciudad de San Salvador. Sin embargo, declinó continuar en la segunda ronda en la que enfrentaría a Honduras, debido al rompimiento de las relaciones diplomáticas por la guerra de 1969. De igual forma, solamente participó en la primera ronda de las eliminatorias para el campeonato mundial de Alemania de 1974.
Para 1975 los cuscatlecos se presentaron por primera ocasión a los Juegos Panamericanos, que tuvieron lugar en la Ciudad de México. Quedaron ubicados en el grupo 4 junto a Brasil, Costa Rica y Nicaragua, con la que obtuvieron los únicos puntos del certamen con victoria de 4-1. Lo relevante de esa participación, sin embargo, era que ya se vislumbraban los nombres de futbolistas que sonarían en el futuro como Norberto «Pajarito» Huezo, Luis Baltazar Ramírez Zapata, José Francisco Jovel, Carlos Recinos, o Juan Quinteros. Un año después la selección estrenaría su nueva casa: el Estadio Cuscatlán, con un encuentro contra el Borussia Mönchengladbach el 26 de julio, con marcador en contra de 0-2.
El año 1977, se tenía a la vista una nueva clasificación a la copa del mundo, en esta oportunidad en la Argentina. En la primera ronda, los salvadoreños lograron clasificar a la siguiente fase al ubicarse en la segunda posición de la cuadrangular respectiva, por detrás de Guatemala. La ronda final se llevó a cabo en México, y obtuvieron dos victorias ante Canadá y Surinam, un empate ante Guatemala y dos derrotas ante México y Haití para ubicarse en el tercer puesto de seis selecciones participantes.

### La segunda clasificación a la Copa Mundial de Fútbol
La guerra civil en El Salvador parecía inminente para el año 1980. En julio de ese año, la selección cuscatleca inició el camino para la clasificación a la copa mundial de 1982 a realizarse en España. El primer obstáculo era una difícil eliminatoria a visita recíproca contra Honduras, Costa Rica, Guatemala y Panamá. La dirección técnica se había confiado a un equipo de tres exfutbolistas liderados por Mauricio Rodríguez, quien estaba acompañado de Salvador Mariona y José Castro.
Esa eliminatoria vio el debut del Mágico González quien fue uno de los goleadores ante Panamá en el primer enfrentamiento, y posteriormente tuvo un destacado desempeño en el juego de vuelta con tres anotaciones. Con el retiro de Costa Rica del juego que se realizaría en San Salvador, alegando razones de seguridad, los salvadoreños obtuvieron otros dos puntos. Siguieron un empate sin goles de visita ante Guatemala; una victoria de 2-1 ante Honduras de local con el estadio Cuscatlán repleto de aficionados; una derrota ante los mismos hondureños de visita por 0-2; empate sin abrir el marcador de visita ante Costa Rica; y acabó con un triunfo de local ante Guatemala por 1-0. De esta manera compartió el liderato con Honduras, ambos con doce puntos, por lo que ambos clasificaron a la hexagonal final que se llevaría a cabo en Tegucigalpa en noviembre de 1981.
Como en la primera ronda de clasificación, fueron varios los juegos de preparación de los salvadoreños, que incluyeron a Newell's Old Boys, Sporting Cristal y Cerro Porteño, entre otros. Ya en la hexagonal final, el inicio fue con un revés ante Canadá con marcador de 0-1. El siguiente desafío era el conjunto mexicano del estelar Hugo Sánchez. Este enfrentamiento se desarrolló muy parejo hasta que se decidió con una jugada iniciada por el Mágico González a ocho minutos de terminar el segundo tiempo: El hábil delantero se dirigió desde la media cancha dejando atrás a tres rivales, y culminó con un disparo que rebotó en el arquero Prudencio Cortés, pero la pelota fue rematada por Ever Hernández que encajó el único gol que otorgó el triunfo para los salvadoreños.
Dos empates ante Cuba y Honduras sin goles, le daban un total de cuatro puntos antes de la última jornada. También Canadá y México tenían las mismas unidades, pero El Salvador solventó su compromiso ante Haití por la mínima diferencia, al contrario de los dos conjuntos norteamericanos que no pasaron del empate. De esta forma, Centroamérica envió a dos representantes a la copa mundial, ya que la hexagonal fue ganada por Honduras. Formaron parte de aquella gesta como participantes en el terreno de juego: Luis Guevara Mora, Julio Eduardo Hernández, Francisco Osorto, Jaime Rodríguez, Carlos Recinos, Miguel Díaz Arévalo, Francisco Jovel, Mauricio Alfaro, Ramón Fagoaga, José María Rivas, Juan Quinteros, José Luis Rugamas, Joaquín Ventura, Gustavo Guerrero, Norberto Huezo, Ever Hernández, Mauricio Quintanilla, Silvio Aquino y Jorge González.
La clasificación tuvo especial significado para la afición salvadoreña, pues la guerra civil ya se encontraba en curso. Nuevos juegos de preparación se realizaron previo a la cita mundialista que incluían a Boca Juniors, Botafogo y Grêmio, entre otros. Sin embargo, varios problemas enrarecieron el viaje a España: dos compañeros habían sido apartados de la nómina oficial por la federación salvadoreña, por lo que los jugadores les apoyaron con dinero para que comprasen sus boletos de viaje; también las deudas pendientes de los federativos con respecto a premios ofrecidos por la clasificación generaron discusión; el mismo viaje por avión a España se tornó largo y cansado para los futbolistas; a lo que se sumó el desorden en la entrega de los uniformes, por mencionar algunos contratiempos.

#### El Salvador en España 1982
El sorteo para la conformación de los grupos para la copa del mundo, había dado como resultado que los salvadoreños quedaran en el grupo C junto a la Argentina, Hungría y Bélgica. El debut sería contra Hungría, una selección de la que nada conocían los directores técnicos centroamericanos, y de la que apenas habían visto un vídeo sobre su juego. El encuentro se llevó a cabo el 15 de junio en Elche, con un resultado catastrófico de 1-10, la peor goleada en la historia de la copa del mundo. Lo único relevante fue el primer gol salvadoreño en el certamen, anotado por Luis Ramírez Zapata, aparte del buen desempeño de González. Ante la humillación, se dice que los jugadores se desentendieron de los técnicos, por lo que asumieron el control del sistema táctico en los próximos juegos. De hecho, se obtuvieron resultados decorosos ante Bélgica, subcampeona europea de 1980 con derrota de 0-1; y otro revés de 0-2 ante la Argentina campeona mundial de 1978.

### Clasificatorias a las copas del mundo de México 1986 e Italia 1990
Quebrantado por el conflicto armado, el fútbol salvadoreño participó en la clasificatoria para México 1986 con una selección que tenía a varios jugadores veteranos de la última y exitosa clasificación, a los que se agregaban Jorge Ábrego, Tomás Lucero y el portero José Luis Munguía, entre otros. Con el argentino Juan Quartarone en la dirección técnica, los cuscatlecos solventaron la primera fase ante Puerto Rico (5-0 como local y 3-0 de visita), y en la segunda ronda disputaron una plaza para la fase final ante Honduras y Surinam. Ante la selección caribeña se obtuvieron dos triunfos, pero ante los hondureños perdieron de local 1-2, y el posterior empate sin goles de visita les dejó fuera del evento.
Para la fase clasificatoria a Italia 1990, la federación salvadoreña contrató al técnico serbio Milovan Ðoric quien llegó al país en 1988. Poseedor de un carácter inflexible y creyente de la disciplina en su método, duró poco tiempo en el cargo y le sucedieron otros directores técnicos entre ellos Conrado Miranda y Kiril Dojcinovski. El camino se inició en la segunda fase superando a las Antillas Neerlandesas, y en la fase final se disputó una ronda de visita recíproca ante Guatemala —cuyos respectivos juegos no se realizaron por la crisis en El Salvador debido al conflicto armado en noviembre de 1989—, así como Costa Rica, Estados Unidos y Trinidad y Tobago. El primer encuentro ante Costa Rica fue una derrota de 2-4 como local, y en el resto de juegos apenas acumularon dos puntos producto de dos empates como local ante Trinidad y Tobago, y de visita ante los Estados Unidos. Pese a todo, nuevos nombres despuntaron en la selección azul, tales como Geovanni Trigueros, Mauricio Cienfuegos, Leonel Cárcamo Batres y Guillermo Rivera, entre otros.

### Los años 1990
En el año 1991 se estableció el torneo regional de la Copa Uncaf, posteriormente conocida como Copa Centroamericana, que otorga cupos para la Copa de Oro de la Concacaf. El Salvador participó de esa primera edición y quedó en el cuarto puesto de la fase final, pero excluido de la Copa de Oro.
Para el mes de julio de 1992, los cuscatlecos iniciarían una nueva aventura en la clasificación a la copa del mundo, que tendría lugar en 1994 en los Estados Unidos. El proceso en la dirección técnica había iniciado con el uruguayo Jorge Aude, quien fue relevado por Aníbal Ruiz, con quien se solventó la primera fase contra Nicaragua, y en la segunda fase se logró el primer puesto del grupo, por encima de Canadá, Jamaica y Bermudas, pese a una derrota de visita contra este equipo en el primer juego. Sin embargo, aparentemente las diferencias con los federativos salvadoreños comenzaron a surgir y Ruiz abandonó el equipo.
La fase final de la clasificatoria consistió en una cuadrangular en la que El Salvador se encontraba junto a México, Canadá y Honduras, quienes disputaron un cupo para la copa del mundo. El Salvador se encontraba dirigido por el brasileño Jorge Viera, y tenía entre sus filas al veterano Jorge González que participó desde el primer encuentro contra México de local. Dicho juego tuvo un inicio prometedor para los salvadoreños en la eliminatoria, al obtener una victoria de 2-1 el 4 de abril de 1993. Los resultados posteriores fueron adversos, sin embargo, con derrotas de visita ante Canadá (2-0), México (3-1), y Honduras (2-0); y como local ante Canadá de 1-2. La única victoria obtenida fue en el último juego ante los hondureños por 2-1. Integraron aquella selección Carlos Rivera, Mauricio Cienfuegos, Carlos «Papo» Castro Borja, Raúl Díaz Arce, Geovanni Trigueros, Leonel Cárcamo Batres, William Osorio y Guillermo Rivera, entre otros.
Para el año 1995, El Salvador consiguió su primera clasificación a la Copa de Oro al ubicarse en el tercer puesto de la Copa UNCAF, que se desarrolló en su propio territorio. Sin embargo, no pasó de la primera fase en su debut en el máximo evento regional que tuvo lugar en enero de 1996. En este tiempo, el equipo era dirigido por el argentino José Omar Pastoriza, quien, pese al buen juego demostrado por sus jugadores en la Copa UNCAF, debió renunciar al cargo por diferencias con las autoridades del fútbol salvadoreño.
En noviembre de ese último año, se inició el camino para la clasificación a la copa del mundo de 1998. El primer reto fue solventar la segunda ronda del evento, lo cual se logró al ubicarse en el segundo puesto de la cuadrangular, por detrás de Canadá. El entrenador era Armando Contreras Palma, quien fue cesado y se buscó un nuevo técnico para la definitiva hexagonal que otorgaría tres cupos a la copa del mundo.
Para tomar el mando en la dirección técnica fue llamado nuevamente Milovan Ðoric, ya conocido como el «Coronel», cuyas medidas disciplinarias, a ratos fuera de toda compostura, causaron la deserción de más de algún seleccionado. Para enfrentar los juegos, Ðoric convocó a tres futbolistas naturalizados salvadoreños: dos eran de origen brasileño, Israel Castro Franco y Nidelson Silva de Mello «Nenei»; y otro de origen serbio, Vladan Vićević.
La eliminatoria dejó momentos gratos y otros frustrantes: iniciando con un empate de visita ante Canadá y una victoria ante Costa Rica de local (2-1); posteriormente llegaron dos derrotas ante Jamaica de visita (1-0) y otra contra México en el estadio Cuscatlán por la mínima diferencia, que se hizo memorable por una supuesta falta dentro del área penal ignorada por el árbitro. Un empate de visita ante Costa Rica (0-0) y un triunfo de local ante Canadá (4-1) levantaron los ánimos de la Selecta, pero sufrió una goleada ante México de visita (5-0). En los dos últimos encuentros empata de local con Jamaica (2-2) en un duelo directo que sepultó sus aspiraciones mundialistas, y a Estados Unidos (4-2) donde cerraría su participación como quinto lugar de la tabla. Pasaron por aquella selección jugadores como el portero Raúl García; los defensores Wilfredo Iraheta Sanabria, Leonel Cárcamo Batres y Mario Mayén Meza; los mediocampistas Alexander Amaya del Cid, Waldir Guerra, Jorge «Zarco» Rodríguez y Mauricio Cienfuegos; y los delanteros William Renderos Iraheta, Elías Montes, Raúl Díaz Arce y Ronald Cerritos, entre otros.

### Los años 2000

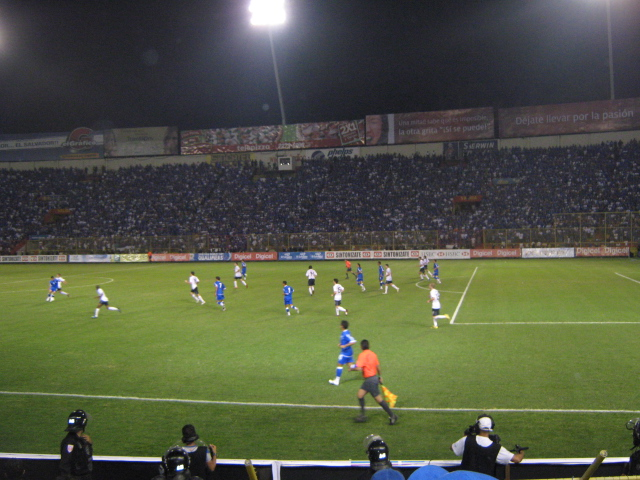
Un partido de eliminatorias entre El Salvador y en 2009.

Para el año 2000, la selección de El Salvador empezó la clasificación para la copa mundial de 2002 que tendría lugar en Corea del Sur y Japón. En el primer semestre se solventó la etapa preliminar al quedar en el primer puesto de la triangular en la que también jugaron Guatemala y Belice.
Ya en el segundo semestre, la ronda de semifinales coincidió con la intervención de la FIFA en la federación de fútbol local en medio de acusaciones de malversación de fondos. Una «comisión normalizadora» fue nombrada para tomar las riendas de la administración, y durante ese periodo los cuscatlecos acabaron fuera de la ronda final al ubicarse en el tercer puesto de su respectiva cuadrangular en la que tuvieron sendos resultados adversos contra Honduras de 2-5 como local y 5-0 como visita. Era la primera ocasión que quedaban fuera de la última fase de Concacaf después de haber estado involucrados desde la eliminatoria de 1990. En los dos años siguientes, la nota relevante fue la clasificación por primera vez a la segunda ronda de la Copa de Oro en el año 2002, donde quedó fuera del certamen al perder el juego de cuartos de final contra los Estados Unidos (4-0).
La situación no fue mejor para la clasificación a la copa del mundo de Alemania 2006. Se inició la primera fase bajo el mando del salvadoreño Juan Ramón Paredes, quien había logrado la medalla de oro en los XIX Juegos Centroamericanos y del Caribe de 2002 con la selección sub-21. Con Paredes se logró sortear al primer rival, la selección de Bermudas (2-1, 2-2) en junio de 2004. En agosto del mismo año, se disputó la segunda fase, donde se jugó una cuadrangular contra los Estados Unidos, Panamá y Jamaica para otorgar dos plazas a la ronda final. El primer enfrentamiento contra Panamá fue una victoria de local de 2-1, pero siguieron dos derrotas consecutivas contra los Estados Unidos de visita (2-0) y Jamaica de local (0-3), que provocaron el retiro de Paredes del cargo. Fue sustituido por Armando Contreras Palma con quien se cerró como el último lugar de la cuadrangular.
En agosto de 2006, asumió la dirección técnica de la Selecta, el mexicano Carlos de los Cobos. Su primer desafío fue la copa Uncaf 2007 en la que se ubicó en el cuarto puesto, mientras que en la Copa de Oro del mismo año no pasó de la primera fase.
Para el año 2008 se inició el camino para la copa del mundo de Sudáfrica en 2010, pero tras dejar fuera a la débil selección de Anguila, nuevamente la federación de fútbol fue intervenida por FIFA que ordenó la instalación de otra «comisión normalizadora» en medio del desconocimiento de algunos sectores a la presidencia de Rodrigo Calvo. Posteriormente, en el mes de junio se logró la clasificación a la tercera fase después de eliminar a Panamá en el último tramo del segundo juego, con victoria de 3-1 como local después de haber perdido el juego de visita 1-0. En la tercera fase, que se llevó a cabo en el segundo semestre del año, los cuscatlecos se ubicaron en el segundo puesto del grupo de cuatro selecciones por detrás de Costa Rica, por lo que se anotaron para la fase final, algo que no ocurría desde las eliminatorias a Francia 1998.
En la hexagonal que decidiría tres cupos directos para la copa del mundo, los salvadoreños iniciaron con dos empates como locales, y una derrota como visitante ante Costa Rica. Pese a un triunfo como local contra México (2-1), continuaron tres reveses consecutivos como visitantes. Una victoria contra Costa Rica en los últimos minutos como local, hizo renacer las esperanzas de colarse en la zona de clasificación, pero se cerró la ronda con derrotas ante México como visitante (4-1) y ante Honduras en casa (0-1). Pese a todo, la dirección de Carlos de los Cobos recibió buenas críticas, y por otra parte, el delantero Rudis Corrales se ubicó como el mejor goleador de la eliminatoria con ocho anotaciones. En este periodo vistieron la camiseta azul los jugadores Juan José Gómez, Marvin González, Manuel Salazar, Ramón Sánchez, Osael Romero, Eliseo Quintanilla, Alfredo Pacheco, Christian Castillo y Rodolfo Zelaya, entre otros.

### Los años 2010

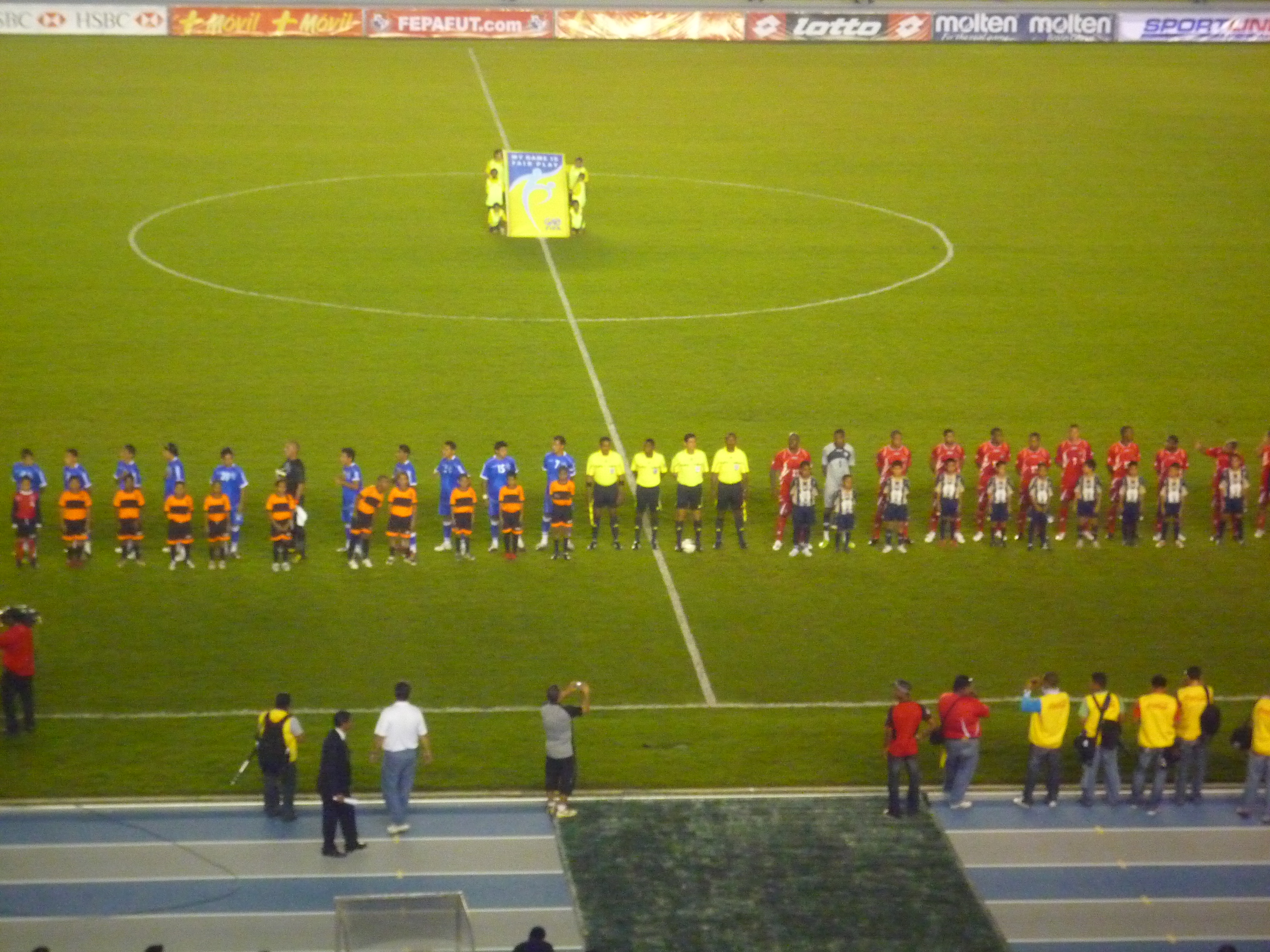
Partido amistoso entre la selección de El Salvador (izquierda) y la de Panamá, el 8 de octubre de 2010, en el Estadio Rommel Fernández.

En enero del 2011, los salvadoreños participaron en la Copa Centroamericana bajo la dirección técnica de José Luis Rugamas, y el preparador físico Esteban Coppia y se ubicaron en el cuarto puesto, mientras que Rafael Burgos, con tres tantos, compartió el liderato de goleo del certamen. Para el mes de junio, un nuevo director técnico tomó las riendas de la Selecta: el uruguayo Rubén Israel, que llevó al equipo a la fase de cuartos de final de la Copa de Oro donde quedó fuera contra Panamá en los tiros desde el punto penal. Con Israel también se inició la ruta para la copa del mundo de 2014, en el mes de septiembre. Los cuscatlecos empezaron en la segunda ronda de la clasificatoria y se ubicaron en el primer puesto de su respectiva cuadrangular con marca impecable de 18 puntos en seis juegos ante equipos caribeños.
Ya en la segunda ronda, se tenía un difícil reto con otra cuadrangular contra México y Costa Rica, además de Guyana, por dos cupos para la hexagonal final. El primer juego, que se llevó a cabo el 8 de junio de 2012, fue un empate de visita contra Costa Rica (2-2), al que siguió una derrota como local ante México (1-2). Sin embargo, Israel dejó el cargo en medio de discusiones con la prensa local y el presidente del INDES, Jaime Rodríguez, por lo que fue sustituido por el mexicano Juan de Dios Castillo con quien se sumó cuatro puntos en los restantes cuatro juegos para quedar fuera de la clasificación.
Con Alberto Agustín Castillo como nuevo director técnico, El Salvador asistió a la Copa Centroamericana 2013, en el que se obtuvo el tercer puesto. Ya en la Copa de Oro, clasificaron por segunda vez consecutiva a cuartos de final, donde cayó ante los Estados Unidos 5-1. Sin embargo, después de este certamen comenzaron a surgir con más fuerza las sospechas de amaños por parte de jugadores de la selección en varios juegos, a través de declaraciones de uno de ellos a una cadena internacional, aunque medios nacionales habían investigado el tema desde meses atrás.

### Escándalo por "amaños" en la Selección Nacional (2012 - 2013)
Ante los sospechosos hechos acaecidos principalmente en partidos ante las selecciones de Estados Unidos (1-2), Costa Rica (0-1) en el 2010, Venezuela (1-2) y Paraguay (0-3) en 2013, los cuales fueron puestos bajo «resultados amañados» por una red ilegal de apuestas internacional, la Federación Salvadoreña de Fútbol inició la investigación respectiva, y el 21 de agosto de 2013 suspendió provisionalmente a 22 jugadores por 30 días por sospechas de involucramiento en amaños. Para el 20 de septiembre de ese año, la institución dictó la suspensión de por vida para 14 futbolistas, otras medidas incluyeron suspensiones temporales, alargamiento de investigaciones y suspensiones, y uno fue liberado de cargos. Los jugadores suspendidos de por vida fueron Luis Anaya, Osael Romero, Ramón Sánchez, Christian Castillo, Miguel Granadino, Miguel Montes, Dagoberto Portillo, Dennis Alas, Darwin Bonilla, Ramón Flores, Alfredo Pacheco, Mardoqueo Henríquez, Marvin González, y Reynaldo Hernández. Cabe agregar que la investigación se realizó en juegos de carácter amistoso de la selección salvadoreña como los anteriormente citados.
El 10 y 21 de octubre se dieron a conocer otras sanciones, y un jugador absuelto, y el 11 de noviembre se agregó otro jugador suspendido de por vida a la lista Alexander Escobar. El escándalo ha provocado frustración y enojo en la afición salvadoreña.

### Nuevo comienzo luego del escándalo por "amaños" (2014 - )
En 2015 la Selecta arrancó su camino en la Clasificación para Rusia 2018 contra San Cristóbal y Nieves en la 2.ª Ronda derrotándolo por marcador global de 6-3,en la Tercera ronda enfrentó a Curazao donde lo venció por 1-0 en la ida y en la vuela dejando un global de 2-0, aun avanzando a la cuarta ronda donde enfrentaría a México, Canadá y Honduras. El equipo dejó ciertas dudas en cuanto el funcionamiento y el nivel del equipo, siendo así en la cuarta ronda lograría solo 2 empates y 4 derrotas siendo eliminado. Los resultados fueron 3-0 en contra de México en el Estadio Azteca y 1-3 en San Salvador , Contra Canadá se logró un 0-0 en el Cuscatlán pero cayo 3-1 en Vancouver y finalmente empató a 2-2 con Honduras en San Salvador y Perdió 2-0 en San Pedro Sula.
Para el 2018, con la creación de la Liga de Naciones Concacaf, El Salvador enfrentó a Montserrat de visita donde sacó la victoria de último minuto por 2-1 , en el Cuscatlán venció 3-0 a Barbados y perdió 1-0 en su visita a Bermudas, y venció en el Estadio Cuscatlán al combinado de Jamaica por un marcador de 2-0.

## El Salvador en competiciones internacionales

### Participación de El Salvador en la Copa de Oro de la Concacaf
Copa de Oro 1996
El Salvador consiguió su primera clasificación a la Copa de Oro de la Concacaf en 1996. La Selecta fue colocada en el Grupo C junto a Estados Unidos y Trinidad y Tobago; en el primer partido obtuvo una victoria 3-2 ante el combinado de Trinidad y Tobago y en el segundo partido tuvo una derrota 2-0 ante el equipo anfitrión, Estados Unidos. Sin lograr la clasificación a la segunda fase, El Salvador culminó de esta manera su primera participación en la Copa de Oro de la Concacaf.
Copa de Oro 1998
Tras obtener el tercer lugar en la Copa Uncaf 1997, El Salvador consiguió su segunda clasificación a una Copa de Oro de la Concacaf, esta vez en la edición de 1998 que se realizó en Estados Unidos nuevamente. La selección salvadoreña fue colocada en el Grupo A junto a Jamaica, Brasil y Guatemala, siendo este grupo considerado como el Grupo de la Muerte. En el primer partido se enfrentaron a Guatemala, con quién obtuvo un empate 0-0, en el segundo juego se midieron ante Brasil, ante la Verde-amarelha se llevaron una goleada 0-4, y en el tercer y último juego se midieron a Jamaica, con los Reggae-boyz se llevaron una derrota 0-2 y con esto quedaron eliminados en la primera fase por segunda vez consecutiva.
Copa de Oro 2002
En su tercera participación en una Copa de Oro de la Concacaf, la Selecta fue colocada nuevamente en el Grupo A, esta vez compartió grupo con México y Guatemala. El primer partido fue ante México, el partido finalizó con un marcador 1-0 a favor de los Aztecas, y en el siguiente juego la Selecta se midió ante Guatemala a quienes derrotaron 1-0 con gol de Santos Cabrera al minuto 58'. Con esto El Salvador consiguió por primera vez en la historia la clasificación a la segunda fase, donde enfrentó a Estados Unidos.
En los cuartos de final, la Selecta enfrentó a Estados Unidos, equipo con el que fueron derrotados 0-4 y eliminados de tal torneo.
Copa de Oro 2003
Encuadrada en el grupo C del certamen continental junto a sus pares de Estados Unidos y Martinica, la Selecta cayó por 2-0 ante los primeros antes de resarcirse y derrotar a los segundos por 1-0 (gol de Marvin González). Enfrentados a la representación de Costa Rica en cuartos de final, los salvadoreños fueron vapuleados 5-2, despidiéndose del torneo.
Copa de Oro 2007
Ausentes de la edición de 2005, los salvadoreños volvieron a aparecer en la Copa de Oro 2007, en el grupo B, en compañía de Estados Unidos, Guatemala y Trinidad y Tobago. Después de un buen inicio al derrotar por 2-1 a los Soca Warriors (goles de Ramón Alfredo Sánchez y Dennis Alas), la Selecta se inclinó ante Guatemala 0-1. Terminó el torneo con una severa derrota 0-4 ante los anfitriones y futuros campeones norteamericanos, resultado que le condenó a una eliminación prematura en primera fase.
Copa de Oro 2009
El Salvador inició con pie derecho su participación en el grupo A del certamen continental al derrotar por 2-1 a Costa Rica (doblete de Osael Romero). Sin embargo dos derrotas por la mínima 0-1 ante Canadá y Jamaica hicieron estéril el triunfo inicial y precipitaron a la Selecta a una nueva eliminación en primera ronda.
Copa de Oro 2011
De la mano del uruguayo Rubén Israel, El Salvador volvió a clasificarse a la segunda fase del torneo, al acabar en 3ª posición del grupo A (derrota 0-5 ante México, empate 1-1 ante Costa Rica y victoria 6-1 ante Cuba) pero situándose entre los dos mejores terceros de la justa. Ya en cuartos de final, El Salvador enfrentó a Panamá, partido que acabó en tablas 1-1 t.s. La lotería de los penaltis favoreció a los panameños que se impusieron por 5 a 3 dejando a la Selecta en el camino. Rodolfo Zelaya fue el gran protagonista de la selección al anotar 4 goles en la competición.
Copa de Oro 2013
El Salvador participó a su 8.ª. Copa de Oro en su calidad de tercero de la Copa Centroamericana 2013. Inició su participación en el grupo B de la justa con un vibrante empate 2-2 ante su similar de Trinidad y Tobago. Posteriormente se inclinó ante Honduras 0-1 en los minutos finales. Sin embargo, la victoria por 1-0 ante Haití, con gol de penal de Rodolfo Zelaya, le otorgó a la Selecta una nueva clasificación a la segunda ronda del torneo. En cuartos de final, El Salvador volvió a ser arrollado por Estados Unidos (5-1) que lo apeó una vez más del certamen. Zelaya volvió a lucirse con la Selecta al anotar 4 goles, igual que en torneo anterior.
Copa de Oro 2015
El Salvador quedó emparejado en el grupo B. En su primer partido empató 0-0 ante Canadá. Luego nuevamente empató 1-1 ante Costa Rica. Ya en su tercer partido perdió 1-0 ante Jamaica en el Bmo Field de Canadá. Con esto El Salvador quedó tercero del grupo siendo eliminado.
Copa de Oro 2017
La Selecta comenzó su aventura en esta edición perdiendo contra México por marcador de 3-1 en San Diego. Al siguiente partido derrotó a Curazao por 2-0 , empató 1-1 con Jamaica y finalmente cayó eliminando en manos del local Estados Unidos por 2-0.
Copa de Oro 2019
La selección empezó con pie derecho derrotando a la Selección de Curazao (duelo disputado en Jamaica) por 1-0 con gol de Nelson Bonilla. Luego se enfrentó a la Selección de Jamaica en un partido cerrado en que ninguna de las dos escuadras quiso arriesgar mucho y que finalizó 0-0. Por último se jugó el pase a cuartos de final frente a una Selección de Honduras ya eliminada del torneo. Aun así la selección fue apabullada por un marcador de 0-4 que lo dejó eliminado con 4 puntos, mismos que tuvo Curazao pero con peor diferencia de goles (-3).
Copa de Oro 2021
En la Copa Oro 2021, la selección de fútbol de El Salvador tuvo una destacada participación al avanzar a los cuartos de final. En la fase de grupos, logró victorias ante Guatemala (2-0) y Trinidad y Tobago (2-0); a pesar de su derrota por la mínima ante México, aseguró su clasificación a la siguiente fase. En cuartos, fue eliminada por Catar en un emocionante partido que terminó 3-2, mostrando un juego competitivo hasta el final.
Copa de Oro 2023
En la Copa Oro 2023, la selección de fútbol de El Salvador quedó eliminada en la fase de grupos tras un desempeño discreto. Empató 1-1 contra Martinica en su debut, pero luego sufrió derrotas ante Costa Rica (0-2) y Panamá (1-2). Estos resultados dejaron al equipo en el último lugar de su grupo, sin lograr avanzar a la siguiente fase.

## Uniformes
El uniforme tradicional de El Salvador evoca a la bandera nacional. Ha sido predominantemente de color azul, desde su camiseta, pantaloneta y medias, con ribetes de diversos diseños en blanco o azul. En ocasiones se ha optado por una combinación del uniforme tradicional con el alternativo, como ocurrió en México 70 (camiseta blanca y pantaloneta azul). El primer uniforme oficial fue una camiseta con rayas delgadas blancas y negras, pantaloneta y medias de color blanco. El 24 de marzo de 1935 se utiliza por primera vez con un uniforme azul, con una línea blanca horizontal que les atravesaba el pecho. En 1982 se diseñó un uniforme oficial en azul y blanco el cual utilizaría en el mundial de España 1982. En la mayoría de las ocasiones, el uniforme alternativo fue de color blanco con ribetes en azul. Entre los uniformes alternativo, destaca el utilizado en las eliminatorias al Mundial de Estados Unidos 1994, de la marca estadounidense SCORE, que era blanco con líneas negras y figuras geométricas (triángulos, cuadros rectángulos) verticales y horizontales de colores azul, azul marino, celeste y blanco. 
|  | Primera Equipación | (Ver evolución) | Equipación Actual |

## Rivalidades
Desde su fundación en 1921, la Selección de fútbol de El Salvador ha tenido grandes rivalidades con otras selecciones del fútbol centroamericano como lo son: Guatemala, Costa Rica y Honduras. Pero la más grande es la que tiene con Honduras. Inició entre enfrentamientos entre estas selecciones por la clasificación a la Copa Mundial de Fútbol México 1970 en el contexto de la denominada Guerra del Fútbol.

## Últimos partidos y próximos encuentros
Actualizado al último partido jugado el 24 de junio de 2025
| Fecha      | Ciudad              | Local               | Resultado | Visitante           | Competición                     |
| ---------- | ------------------- | ------------------- | --------- | ------------------- | ------------------------------- |
| 05-09-2024 | Rincón              | Montserrat          | 1:4       | El Salvador         | Liga Naciones Concacaf 24/25    |
| 08-09-2024 | Rincón              | Bonaire             | 1:2       | El Salvador         | Liga Naciones Concacaf 24/25    |
| 10-10-2024 | Kingstown           | El Salvador         | 3:2       | San Vicente y Grnd. | Liga Naciones Concacaf 24/25    |
| 13-10-2024 | Kingstown           | San Vicente y Grnd. | 2:1       | El Salvador         | Liga Naciones Concacaf 24/25    |
| 14-11-2024 | San Salvador        | El Salvador         | 1:0       | Bonaire             | Liga Naciones Concacaf 24/25    |
| 17-11-2024 | San Salvador        | El Salvador         | 1:0       | Montserrat          | Liga Naciones Concacaf 24/25    |
| 31-05-2025 | Chattanooga         | Guatemala           | 1:1       | El Salvador         | Partido amistoso                |
| 07-06-2025 | The Valley          | Anguila             | 0:3       | El Salvador         | Clasificación Copa Mundial 2026 |
| 10-06-2025 | San Salvador        | El Salvador         | 1:1       | Surinam             | Clasificación Copa Mundial 2026 |
| 17-06-2025 | San José            | El Salvador         | 0:0       | Curazao             | Copa Oro 2025                   |
| 21-06-2025 | Houston             | Honduras            | 2:0       | El Salvador         | Copa Oro 2025                   |
| 24-06-2025 | Houston             | Canadá              | 2:0       | El Salvador         | Copa Oro 2025                   |
| 04-09-2025 | Ciudad de Guatemala | Guatemala           | -:-       | El Salvador         | Clasificación Copa Mundial 2026 |
| 08-09-2025 | San Salvador        | El Salvador         | -:-       | Surinam             | Clasificación Copa Mundial 2026 |
| 10-10-2025 | San Salvador        | El Salvador         | -:-       | Panamá              | Clasificación Copa Mundial 2026 |
| 14-10-2025 | San Salvador        | El Salvador         | -:-       | Guatemala           | Clasificación Copa Mundial 2026 |
| 13-11-2025 | Paramaribo          | Surinam             | -:-       | El Salvador         | Clasificación Copa Mundial 2026 |
| 18-11-2025 | Ciudad de Panamá    | Panamá              | -:-       | El Salvador         | Clasificación Copa Mundial 2026 |

## Jugadores

### Última convocatoria
Convocatoria oficial para disputar la Copa de Oro de la Concacaf 2025.    
Datos actualizados después del partido ante  Canadá el 24 de junio de 2025.
| N.º                 | Nombre               | Posición      | Edad    | PJ  | Goles | Club                |
| ------------------- | -------------------- | ------------- | ------- | --- | ----- | ------------------- |
| 1                   | Mario González       | Portero       | 28 años | 47  | 0     | Alianza             |
| 22                  | Benji Villalobos     | Portero       | 37 años | 20  | 0     | Águila              |
| 18                  | Kevin Carabantes     | Portero       | 30 años | 7   | 0     | FAS                 |
| 21                  | Bryan Tamacas        | Defensa       | 30 años | 85  | 3     | Hércules            |
| 3                   | Roberto Domínguez    | Defensa       | 28 años | 67  | 1     | Isidro Metapán      |
| 16                  | Henry Romero         | Defensa       | 33 años | 28  | 1     | Alianza             |
| 4                   | Jorge Cruz           | Defensa       | 25 años | 19  | 0     | FAS                 |
| 2                   | Julio Sibrián        | Defensa       | 29 años | 19  | 0     | Águila              |
| 5                   | Diego Flores         | Defensa       | 24 años | 12  | 1     | Luis Ángel Firpo    |
| 15                  | Jefferson Valladares | Defensa       | 22 años | 7   | 0     | Municipal Limeño    |
| 13                  | Nelson Rodríguez     | Defensa       | 22 años | 0   | 0     | Águila              |
| 7                   | Darwin Cerén         | Mediocampista | 35 años | 103 | 5     | Águila              |
| 17                  | Jairo Henríquez      | Mediocampista | 31 años | 57  | 5     | Águila              |
| 8                   | Bryan Landaverde     | Mediocampista | 30 años | 32  | 1     | Luis Ángel Firpo    |
| 23                  | Melvin Cartagena     | Mediocampista | 26 años | 24  | 0     | Isidro Metapán      |
| 10                  | Enrico Dueñas        | Mediocampista | 24 años | 22  | 1     | Alianza             |
| 12                  | Santos Ortíz         | Mediocampista | 35 años | 20  | 2     | Águila              |
| 20                  | Harold Osorio        | Mediocampista | 22 años | 13  | 0     | Chicago Fire II     |
| 25                  | Elvin Alvarado       | Mediocampista | 26 años | 6   | 1     | Isidro Metapán      |
| 26                  | Mauricio Cerritos    | Mediocampista | 21 años | 4   | 0     | Luis Ángel Firpo    |
| 9                   | Brayan Gil           | Delantero     | 24 años | 15  | 5     | Baltika Kaliningrad |
| 19                  | Emerson Mauricio     | Delantero     | 22 años | 11  | 2     | Alianza             |
| 14                  | Rafael Tejada        | Delantero     | 22 años | 10  | 2     | FAS                 |
| 6                   | Steven Guerra        | Delantero     | 20 años | 4   | 0     | Isidro Metapán      |
| 24                  | Brandon Ramírez      | Delantero     | 16 años | 1   | 1     | Turín FESA          |
| 11                  | Josué Rivera         | Delantero     | 26 años | 1   | 0     | Isidro Metapán      |
| Bandera de Colombia | Hernan Dario Gómez   | Entrenador    | 69 años | 6   | 5     |                     |

### Recientemente convocados
- Los siguientes jugadores han sido convocados durante los últimos 12 meses.

Datos actualizados después del partido ante  Canadá el 24 de junio de 2025.
| N.º | Nombre             | Posición      | Edad    | PJ | Goles | Club                    | Última convocatoria                                | Fecha      |
| --- | ------------------ | ------------- | ------- | -- | ----- | ----------------------- | -------------------------------------------------- | ---------- |
| 18  | Tomás Romero       | Portero       | 24 años | 19 | 0     | New York City           | Copa Oro 2025 Preliminar                           |            |
| 22  | Gerson López       | Portero       | 26 años | 0  | 0     | Hércules                | v. Montserrat - Liga de Naciones                   | 17-11-2024 |
| 22  | Óscar Pleitez      | Portero       | 32 años | 1  | 0     | Isidro Metapán          | v. San Vicente y las Granadinas - Liga de Naciones | 13-10-2024 |
| 13  | Alexander Larín    | Defensa       | 33 años | 86 | 7     | Hércules                | v. Surinam - Eliminatorias mundialistas            | 10-06-2025 |
| 5   | Ronald Rodríguez   | Defensa       | 26 años | 29 | 0     | Águila                  | Copa Oro 2025 Preliminar                           |            |
| 19  | Nelson Blanco      | Defensa       | 26 años | 19 | 0     | San Antonio             | Copa Oro 2025 Preliminar                           |            |
| 6   | Tereso Benítez     | Defensa       | 23 años | 12 | 1     | Águila                  | Copa Oro 2025 Preliminar                           |            |
| 15  | Adán Clímaco       | Defensa       | 24 años | 10 | 0     | Municipal Pérez Zeledón | Copa Oro 2025 Preliminar                           |            |
|     | Giovanni Ávila     | Defensa       | 25 años | 0  | 0     | Isidro Metapán          | Copa Oro 2025 Preliminar                           |            |
| 5   | Rudy Clavel        | Defensa       | 28 años | 17 | 1     | FAS                     | v. Montserrat - Liga de Naciones                   | 17-11-2024 |
| 3   | Melvin Cruz        | Defensa       | 24 años | 8  | 0     | Municipal Limeño        | v. Bonaire - Liga de Naciones                      | 08-09-2024 |
| 6   | Narciso Orellana   | Mediocampista | 30 años | 73 | 1     | Alianza                 | Copa Oro 2025 Preliminar                           |            |
| 12  | Marvin Monterroza  | Mediocampista | 34 años | 41 | 2     | Isidro Metapán          | Copa Oro 2025 Preliminar                           |            |
| 14  | Christian Martínez | Mediocampista | 31 años | 38 | 0     | San Carlos              | Copa Oro 2025 Preliminar                           |            |
| 15  | Alex Roldán        | Mediocampista | 29 años | 25 | 3     | Seattle Sounders        | Copa Oro 2025 Preliminar                           |            |
| 20  | Leonardo Menjívar  | Mediocampista | 23 años | 16 | 0     | Alianza                 | Copa Oro 2025 Preliminar                           |            |
| 12  | Amando Moreno      | Mediocampista | 29 años | 15 | 0     | El Paso Locomotive      | Copa Oro 2025 Preliminar                           |            |
| 8   | Gabriel de Azevedo | Mediocampista | 20 años | 0  | 0     | Agente libre            | Copa Oro 2025 Preliminar                           |            |
|     | Noel Rivera        | Mediocampista | 20 años | 0  | 0     | Alianza                 | Microciclo de trabajo                              | 28-05-2025 |
| 15  | Kevin Santamaría   | Mediocampista | 34 años | 23 | 1     | FAS                     | v. Montserrat - Liga de Naciones                   | 17-11-2024 |
| 12  | Kevin Reyes        | Mediocampista | 25 años | 20 | 0     | Isidro Metapán          | v. San Vicente y las Granadinas - Liga de Naciones | 13-10-2024 |
| 16  | Ezequiel Rivas     | Mediocampista | 27 años | 2  | 1     | Hércules                | v. Bonaire - Liga de Naciones                      | 08-09-2024 |
| 11  | Nathan Ordaz       | Delantero     | 21 años | 5  | 0     | Los Angeles             | v. Surinam - Eliminatorias mundialistas            | 10-06-2025 |
| 11  | Joaquín Rivas      | Delantero     | 33 años | 35 | 4     | Agente libre            | Copa Oro 2025 Preliminar                           |            |
| 7   | Joshua Pérez       | Delantero     | 27 años | 22 | 3     | Odra Opole              | Copa Oro 2025 Preliminar                           |            |
| 10  | Styven Vásquez     | Delantero     | 22 años | 13 | 3     | Luis Ángel Firpo        | Copa Oro 2025 Preliminar                           |            |
| 16  | Francis Castillo   | Delantero     | 19 años | 6  | 1     | Cádiz Juvenil A         | Copa Oro 2025 Preliminar                           |            |
| 9   | Nelson Bonilla     | Delantero     | 34 años | 65 | 20    | FAS                     | v. Montserrat - Liga de Naciones                   | 17-11-2024 |

### Máximos anotadores
| Puesto | Futbolista             | Período       | Goles | Partidos |
| 1°     | Raúl Díaz Arce         | 1991-2000     | 39    | 68       |
| 2°     | Rodolfo Zelaya         | 2008-2019     | 23    | 53       |
| 3°     | Jorge González         | 1976-1998     | 21    | 62       |
| 4.º    | Nelson Bonilla         | 2012-presente | 20    | 65       |
| 5.º    | Juan Francisco Barraza | 1953-1969     | 19    | 40       |
|        | José María Rivas       | 1979-1989     | 19    | 47       |
| 7°     | Rudis Corrales         | 2001-2011     | 17    | 78       |
| 8°     | Luis Ramírez Zapata    | 1971-1989     | 16    | 58       |
|        | Osael Romero           | 2007-2013     | 16    | 77       |
| 10°    | Miguel Cruz            | 1935-1950     | 15    | 14       |

Nota: Jugadores en negrita todavía están activos con El Salvador.

Fuente: RSSSF

### Jugadores con más partidos disputados
| Puesto | Nombre          | Período       | Partidos | Goles |
| 1°     | Darwin Cerén    | 2012-presente | 103      | 5     |
| 2°     | Alexander Larín | 2012-presente | 86       | 7     |
| 3°     | Alfredo Pacheco | 2002-2013     | 85       | 7     |
|        | Bryan Tamacas   | 2016-presente | 85       | 3     |
| 5°     | Dennis Alas     | 2001-2012     | 83       | 3     |
| 6°     | Leonel Cárcamo  | 1988-2000     | 82       | 0     |
| 7°     | Marvin González | 2002-2011     | 81       | 1     |
| 8°     | Rudis Corrales  | 2001-2011     | 78       | 17    |
|        | Ramón Sánchez   | 2003-2012     | 78       | 2     |
| 10°    | Osael Romero    | 2007-2013     | 77       | 16    |

Fuente: RSSSF

## Entrenadores
De 1930 a 1935, el estadounidense Mark Scott Thompson fue nombrado el primer seleccionador la historia de El Salvador. Hasta la fecha, la selección ha contado con 52 técnicos (20 nacionales y 32 extranjeros). Cabe recordar que los 3 títulos conseguidos a nivel de selecciones (1943, 1954 y 2002) han sido ganados por técnicos nacionales. Conrado Miranda ha ostentado en cuatro ocasiones el cargo de seleccionador y Armando Contreras en 3. El chileno Hernán Carrasco Vivanco fue técnico cuando El Salvador compitió en su primera Copa del Mundo y "Pipo" Rodríguez lo fue para la segunda en 1982.
| Entrenador              | Período   |
| ----------------------- | --------- |
| Mark Scott Thompson     | 1930–1935 |
| Pablo Ferre Elías       | 1935–1938 |
| Máximo Garay            | 1940–1941 |
| Mr. Slade               | 1941–1943 |
| Américo González        | 1943–1948 |
| Rodolfo Orlandini       | 1949–1951 |
| Marcelo Estrada         | 1953      |
| Carbilio Tomasino       | 1954–1959 |
| Milo Guardado           | 1959–1960 |
| Conrado Miranda         | 1961      |
| Luis Comitante          | 1962-1963 |
| Hernán Carrasco Vivanco | 1965–1967 |
| Rigoberto Guzmán        | 1968      |
| Gregorio Bundio         | 1968–1970 |
| Hernán Carrasco Vivanco | 1970      |
| Conrado Miranda         | 1971      |
| Héctor D'Angelo         | 1972      |
| Jorge Tupinambá         | 1973      |
| "Pipo" Rodríguez        | 1973-1974 |
| Conrado Miranda         | 1975      |
| Marcelo Estrada         | 1975–1976 |
| Raúl Alfredo Magaña     | 1976      |
| Aureliano Pinto Beltrao | 1976      |
| Juan Ricardo Faccio     | 1977      |
| Julio Contreras Cardona | 1977      |
| Ricardo Tomasino        | 1978      |

| Entrenador              | Período   |
| ----------------------- | --------- |
| Raúl Alfredo Magaña     | 1979      |
| "Pipo" Rodríguez        | 1979–1982 |
| Armando Contreras Palma | 1983      |
| Raúl Alfredo Magaña     | 1984      |
| Juan Quarterone         | 1984–1985 |
| Paulo Roberto Cabrera   | 1986      |
| Raúl Alfredo Magaña     | 1987      |
| Milovan Đorić           | 1988      |
| Miroslav Vukašinović    | 1988–1989 |
| Conrado Miranda         | 1989      |
| Kiril Dojcinovski       | 1989      |
| Óscar Emigdio Benítez   | 1991      |
| Jorge Aude              | 1991–1992 |
| Aníbal Ruiz             | 1992      |
| Jorge Vieira            | 1993      |
| Néstor Matamala         | 1993      |
| José Omar Pastoriza     | 1995–1996 |
| Armando Contreras Palma | 1996      |
| Milovan Đorić           | 1997      |
| Kiril Dojcinovski       | 1998      |
| Marinho Peres           | 1999      |
| Óscar Emigdio Benítez   | 1999-2000 |
| Carlos Recinos          | 2000–2002 |
| Juan Ramón Paredes      | 2002–2004 |
| Armando Contreras Palma | 2004      |
| Carlos Cavagnaro        | 2005      |

| Entrenador               | Período   |
| ------------------------ | --------- |
| Miguel Ángel Aguilar     | 2005–2006 |
| Carlos de los Cobos      | 2006–2009 |
| José Luis Rugamas        | 2010–2011 |
| Rubén Israel             | 2011–2012 |
| Juan de Dios Castillo    | 2012      |
| Alberto Agustín Castillo | 2012–2013 |
| Mauricio Alfaro          | 2014      |
| Albert Roca              | 2014–2015 |
| Jorge Humberto Rodríguez | 2015      |
| Ramón Maradiaga          | 2015-2016 |
| Eduardo Lara             | 2016-2017 |
| Carlos de los Cobos      | 2018-2021 |
| Hugo Ernesto Pérez       | 2021-2023 |
| Rubén de la Barrera      | 2023      |
| David Dóniga Lara        | 2024-2025 |
| Hernán Darío Gómez       | 2025-     |

## Estadísticas

### Copa Mundial de Fútbol
| Copa Mundial de Fútbol | Copa Mundial de Fútbol | Copa Mundial de Fútbol | Copa Mundial de Fútbol | Copa Mundial de Fútbol | Copa Mundial de Fútbol | Copa Mundial de Fútbol | Copa Mundial de Fútbol |
| Año                    | Ronda                  | J                      | G                      | E                      | P                      | GF                     | GC                     |
| ---------------------- | ---------------------- | ---------------------- | ---------------------- | ---------------------- | ---------------------- | ---------------------- | ---------------------- |
| 1930                   | No participó           | No participó           | No participó           | No participó           | No participó           | No participó           | No participó           |
| 1934                   | No participó           | No participó           | No participó           | No participó           | No participó           | No participó           | No participó           |
| 1938                   | Se retiró              | Se retiró              | Se retiró              | Se retiró              | Se retiró              | Se retiró              | Se retiró              |
| 1950                   | Se retiró              | Se retiró              | Se retiró              | Se retiró              | Se retiró              | Se retiró              | Se retiró              |
| 1954                   | No participó           | No participó           | No participó           | No participó           | No participó           | No participó           | No participó           |
| 1958                   | No participó           | No participó           | No participó           | No participó           | No participó           | No participó           | No participó           |
| 1962                   | No participó           | No participó           | No participó           | No participó           | No participó           | No participó           | No participó           |
| 1966                   | No participó           | No participó           | No participó           | No participó           | No participó           | No participó           | No participó           |
| 1970                   | Fase de grupos         | 3                      | 0                      | 0                      | 3                      | 0                      | 9                      |
| 1974                   | No clasificó           | No clasificó           | No clasificó           | No clasificó           | No clasificó           | No clasificó           | No clasificó           |
| 1978                   | No clasificó           | No clasificó           | No clasificó           | No clasificó           | No clasificó           | No clasificó           | No clasificó           |
| 1982                   | Fase de grupos         | 3                      | 0                      | 0                      | 3                      | 1                      | 13                     |
| 1986                   | No clasificó           | No clasificó           | No clasificó           | No clasificó           | No clasificó           | No clasificó           | No clasificó           |
| 1990                   | No clasificó           | No clasificó           | No clasificó           | No clasificó           | No clasificó           | No clasificó           | No clasificó           |
| 1994                   | No clasificó           | No clasificó           | No clasificó           | No clasificó           | No clasificó           | No clasificó           | No clasificó           |
| 1998                   | No clasificó           | No clasificó           | No clasificó           | No clasificó           | No clasificó           | No clasificó           | No clasificó           |
| 2002                   | No clasificó           | No clasificó           | No clasificó           | No clasificó           | No clasificó           | No clasificó           | No clasificó           |
| 2006                   | No clasificó           | No clasificó           | No clasificó           | No clasificó           | No clasificó           | No clasificó           | No clasificó           |
| 2010                   | No clasificó           | No clasificó           | No clasificó           | No clasificó           | No clasificó           | No clasificó           | No clasificó           |
| 2014                   | No clasificó           | No clasificó           | No clasificó           | No clasificó           | No clasificó           | No clasificó           | No clasificó           |
| 2018                   | No clasificó           | No clasificó           | No clasificó           | No clasificó           | No clasificó           | No clasificó           | No clasificó           |
| 2022                   | No clasificó           | No clasificó           | No clasificó           | No clasificó           | No clasificó           | No clasificó           | No clasificó           |
| 2026                   | Por disputarse         | Por disputarse         | Por disputarse         | Por disputarse         | Por disputarse         | Por disputarse         | Por disputarse         |
| 2030                   | Por disputarse         | Por disputarse         | Por disputarse         | Por disputarse         | Por disputarse         | Por disputarse         | Por disputarse         |
| 2034                   | Por disputarse         | Por disputarse         | Por disputarse         | Por disputarse         | Por disputarse         | Por disputarse         | Por disputarse         |
| Total                  | 2/22                   | 6                      | 0                      | 0                      | 6                      | 1                      | 22                     |

### Copa Oro de la Concacaf
| Copa Oro de la Concacaf | Copa Oro de la Concacaf | Copa Oro de la Concacaf | Copa Oro de la Concacaf | Copa Oro de la Concacaf | Copa Oro de la Concacaf | Copa Oro de la Concacaf | Copa Oro de la Concacaf |
| Año                     | Ronda                   | J                       | G                       | E                       | P                       | GF                      | GC                      |
| ----------------------- | ----------------------- | ----------------------- | ----------------------- | ----------------------- | ----------------------- | ----------------------- | ----------------------- |
| 1963                    | Subcampeón              | 7                       | 3                       | 3                       | 1                       | 17                      | 7                       |
| 1965                    | Cuarto lugar            | 5                       | 2                       | 1                       | 2                       | 7                       | 9                       |
| 1967                    | No participó            | No participó            | No participó            | No participó            | No participó            | No participó            | No participó            |
| 1969                    | Suspendido              | Suspendido              | Suspendido              | Suspendido              | Suspendido              | Suspendido              | Suspendido              |
| 1971                    | Se retiró               | Se retiró               | Se retiró               | Se retiró               | Se retiró               | Se retiró               | Se retiró               |
| 1973                    | No clasificó            | No clasificó            | No clasificó            | No clasificó            | No clasificó            | No clasificó            | No clasificó            |
| 1977                    | Tercer lugar            | 5                       | 2                       | 1                       | 2                       | 8                       | 9                       |
| 1981                    | Subcampeón              | 5                       | 2                       | 2                       | 1                       | 2                       | 1                       |
| 1985                    | Cuarto lugar            | 4                       | 2                       | 1                       | 1                       | 7                       | 2                       |
| 1989                    | Quinto lugar            | 6                       | 0                       | 2                       | 4                       | 2                       | 8                       |
| 1991                    | No clasificó            | No clasificó            | No clasificó            | No clasificó            | No clasificó            | No clasificó            | No clasificó            |
| 1993                    | No clasificó            | No clasificó            | No clasificó            | No clasificó            | No clasificó            | No clasificó            | No clasificó            |
| 1996                    | Fase de grupos          | 2                       | 1                       | 0                       | 1                       | 3                       | 4                       |
| 1998                    | Fase de grupos          | 3                       | 0                       | 1                       | 2                       | 0                       | 6                       |
| 2000                    | No clasificó            | No clasificó            | No clasificó            | No clasificó            | No clasificó            | No clasificó            | No clasificó            |
| 2002                    | Cuartos de final        | 3                       | 1                       | 0                       | 2                       | 1                       | 5                       |
| 2003                    | Cuartos de final        | 3                       | 1                       | 0                       | 2                       | 3                       | 7                       |
| 2005                    | No clasificó            | No clasificó            | No clasificó            | No clasificó            | No clasificó            | No clasificó            | No clasificó            |
| 2007                    | Fase de grupos          | 3                       | 1                       | 0                       | 2                       | 2                       | 6                       |
| 2009                    | Fase de grupos          | 3                       | 1                       | 0                       | 2                       | 2                       | 3                       |
| 2011                    | Cuartos de final        | 4                       | 1                       | 2                       | 1                       | 8                       | 8                       |
| 2013                    | Cuartos de final        | 4                       | 1                       | 1                       | 2                       | 4                       | 8                       |
| 2015                    | Fase de grupos          | 3                       | 0                       | 2                       | 1                       | 1                       | 2                       |
| 2017                    | Cuartos de final        | 4                       | 1                       | 1                       | 2                       | 4                       | 6                       |
| 2019                    | Fase de grupos          | 3                       | 1                       | 1                       | 1                       | 1                       | 4                       |
| 2021                    | Cuartos de final        | 4                       | 2                       | 0                       | 2                       | 6                       | 4                       |
| 2023                    | Fase de grupos          | 3                       | 0                       | 2                       | 1                       | 3                       | 4                       |
| 2025                    | Fase de grupos          | 3                       | 0                       | 1                       | 2                       | 0                       | 4                       |
| Total                   | 20/28                   | 77                      | 22                      | 21                      | 34                      | 81                      | 107                     |

### Copa CCCF
| Copa CCCF | Copa CCCF    | Copa CCCF    | Copa CCCF    | Copa CCCF    | Copa CCCF    | Copa CCCF    | Copa CCCF    |
| Año       | Ronda        | J            | G            | E            | P            | GF           | GC           |
| --------- | ------------ | ------------ | ------------ | ------------ | ------------ | ------------ | ------------ |
| 1941      | Subcampeón   | 4            | 2            | 1            | 1            | 15           | 8            |
| 1943      | Campeón      | 6            | 4            | 1            | 1            | 28           | 11           |
| 1946      | Tercer lugar | 5            | 3            | 0            | 2            | 15           | 11           |
| 1948      | Quinto lugar | 8            | 2            | 1            | 5            | 6            | 17           |
| 1951      | No participó | No participó | No participó | No participó | No participó | No participó | No participó |
| 1953      | Quinto lugar | 6            | 2            | 1            | 3            | 10           | 14           |
| 1955      | Cuarto lugar | 6            | 3            | 0            | 3            | 8            | 13           |
| 1957      | No participó | No participó | No participó | No participó | No participó | No participó | No participó |
| 1960      | Se retiró    | Se retiró    | Se retiró    | Se retiró    | Se retiró    | Se retiró    | Se retiró    |
| 1961      | Subcampeón   | 6            | 4            | 1            | 1            | 18           | 7            |
| Total     | 7/10         | 41           | 20           | 5            | 16           | 100          | 81           |

### Liga de Naciones de la Concacaf
| Liga de Naciones de la Concacaf | Liga de Naciones de la Concacaf | Liga de Naciones de la Concacaf | Liga de Naciones de la Concacaf | Liga de Naciones de la Concacaf | Liga de Naciones de la Concacaf | Liga de Naciones de la Concacaf | Liga de Naciones de la Concacaf | Liga de Naciones de la Concacaf | Liga de Naciones de la Concacaf |
| Año                             | L                               | G                               | Ronda                           | J                               | G                               | E                               | P                               | GF                              | GC                              |
| ------------------------------- | ------------------------------- | ------------------------------- | ------------------------------- | ------------------------------- | ------------------------------- | ------------------------------- | ------------------------------- | ------------------------------- | ------------------------------- |
| 2019-20                         | B                               | B                               | Primer lugar                    | 6                               | 5                               | 0                               | 1                               | 10                              | 1                               |
| 2022-23                         | A                               | D                               | Segundo lugar                   | 4                               | 1                               | 2                               | 1                               | 6                               | 5                               |
| 2023-24                         | A                               | A                               | Sexto lugar                     | 4                               | 0                               | 1                               | 3                               | 2                               | 6                               |
| 2024-25                         | B                               | A                               | Primer lugar                    | 6                               | 5                               | 0                               | 1                               | 12                              | 6                               |
| Total                           | Total                           | Total                           | 4/4                             | 20                              | 11                              | 3                               | 6                               | 30                              | 18                              |

## Torneos regionales de la UNCAF

### Copa Centroamericana
| Copa Centroamericana | Copa Centroamericana | Copa Centroamericana | Copa Centroamericana | Copa Centroamericana | Copa Centroamericana | Copa Centroamericana | Copa Centroamericana |
| Año                  | Ronda                | J                    | G                    | E                    | P                    | GF                   | GC                   |
| -------------------- | -------------------- | -------------------- | -------------------- | -------------------- | -------------------- | -------------------- | -------------------- |
| 1991                 | Cuarto lugar         | 3                    | 0                    | 1                    | 2                    | 2                    | 9                    |
| 1993                 | Cuarto lugar         | 3                    | 0                    | 1                    | 2                    | 1                    | 5                    |
| 1995                 | Tercer lugar         | 4                    | 2                    | 0                    | 2                    | 5                    | 5                    |
| 1997                 | Tercer lugar         | 5                    | 3                    | 1                    | 1                    | 5                    | 5                    |
| 1999                 | Cuarto lugar         | 5                    | 1                    | 1                    | 3                    | 3                    | 9                    |
| 2001                 | Tercer lugar         | 6                    | 2                    | 4                    | 0                    | 8                    | 4                    |
| 2003                 | Tercer lugar         | 5                    | 3                    | 0                    | 2                    | 6                    | 4                    |
| 2005                 | Fase de grupos       | 2                    | 0                    | 0                    | 2                    | 1                    | 3                    |
| 2007                 | Cuarto lugar         | 5                    | 2                    | 1                    | 2                    | 4                    | 5                    |
| 2009                 | Cuarto lugar         | 5                    | 1                    | 1                    | 3                    | 5                    | 6                    |
| 2011                 | Cuarto lugar         | 5                    | 2                    | 1                    | 2                    | 7                    | 6                    |
| 2013                 | Tercer lugar         | 4                    | 1                    | 2                    | 1                    | 2                    | 2                    |
| 2014                 | Cuarto lugar         | 4                    | 2                    | 0                    | 2                    | 4                    | 3                    |
| 2017                 | Tercer lugar         | 5                    | 2                    | 1                    | 2                    | 5                    | 4                    |
| Total                | 14/14                | 61                   | 21                   | 14                   | 26                   | 58                   | 70                   |

## Juegos Regionales

### Fútbol en los Juegos Panamericanos(ODEPA)
| Fútbol en los Juegos Panamericanos | Fútbol en los Juegos Panamericanos | Fútbol en los Juegos Panamericanos | Fútbol en los Juegos Panamericanos | Fútbol en los Juegos Panamericanos | Fútbol en los Juegos Panamericanos | Fútbol en los Juegos Panamericanos | Fútbol en los Juegos Panamericanos |
| Año                                | Ronda                              | J                                  | G                                  | E                                  | P                                  | GF                                 | GC                                 |
| Selecciones Amateurs               | Selecciones Amateurs               | Selecciones Amateurs               | Selecciones Amateurs               | Selecciones Amateurs               | Selecciones Amateurs               | Selecciones Amateurs               | Selecciones Amateurs               |
| ---------------------------------- | ---------------------------------- | ---------------------------------- | ---------------------------------- | ---------------------------------- | ---------------------------------- | ---------------------------------- | ---------------------------------- |
| 1951 - 1971                        | No participó                       | No participó                       | No participó                       | No participó                       | No participó                       | No participó                       | No participó                       |
| 1975                               | Ronda preliminar                   | 3                                  | 1                                  | 1                                  | 1                                  | 4                                  | 3                                  |
| 1979 - 1983                        | No participó                       | No participó                       | No participó                       | No participó                       | No participó                       | No participó                       | No participó                       |
| 1987                               | Fase de grupos                     | 3                                  | 1                                  | 1                                  | 1                                  | 1                                  | 1                                  |
| 1991 - 1995                        | No participó                       | No participó                       | No participó                       | No participó                       | No participó                       | No participó                       | No participó                       |
| Total                              | 2/12                               | 6                                  | 2                                  | 2                                  | 2                                  | 5                                  | 4                                  |

### Fútbol en los Juegos Centroamericanos y del Caribe(ODECABE)
| Fútbol en los Juegos Centroamericanos y del Caribe | Fútbol en los Juegos Centroamericanos y del Caribe | Fútbol en los Juegos Centroamericanos y del Caribe | Fútbol en los Juegos Centroamericanos y del Caribe | Fútbol en los Juegos Centroamericanos y del Caribe | Fútbol en los Juegos Centroamericanos y del Caribe | Fútbol en los Juegos Centroamericanos y del Caribe | Fútbol en los Juegos Centroamericanos y del Caribe |
| Año                                                | Ronda                                              | J                                                  | G                                                  | E                                                  | P                                                  | GF                                                 | GC                                                 |
| -------------------------------------------------- | -------------------------------------------------- | -------------------------------------------------- | -------------------------------------------------- | -------------------------------------------------- | -------------------------------------------------- | -------------------------------------------------- | -------------------------------------------------- |
| 1930                                               | Cuarto lugar                                       | 5                                                  | 1                                                  | 0                                                  | 4                                                  | 13                                                 | 25                                                 |
| 1935                                               | Tercer lugar                                       | 5                                                  | 2                                                  | 0                                                  | 3                                                  | 15                                                 | 20                                                 |
| 1938                                               | Cuarto lugar                                       | 5                                                  | 2                                                  | 0                                                  | 3                                                  | 7                                                  | 19                                                 |
| 1946                                               | No clasificó                                       | No clasificó                                       | No clasificó                                       | No clasificó                                       | No clasificó                                       | No clasificó                                       | No clasificó                                       |
| Selecciones Amateurs                               |                                                    |                                                    |                                                    |                                                    |                                                    |                                                    |                                                    |
| 1950                                               | Cuarto lugar                                       | 3                                                  | 1                                                  | 0                                                  | 2                                                  | 4                                                  | 5                                                  |
| 1954                                               | Campeón                                            | 4                                                  | 3                                                  | 1                                                  | 0                                                  | 9                                                  | 5                                                  |
| 1959                                               | No clasificó                                       | No clasificó                                       | No clasificó                                       | No clasificó                                       | No clasificó                                       | No clasificó                                       | No clasificó                                       |
| 1962                                               | No clasificó                                       | No clasificó                                       | No clasificó                                       | No clasificó                                       | No clasificó                                       | No clasificó                                       | No clasificó                                       |
| 1966                                               | Cuarto lugar                                       | 5                                                  | 1                                                  | 2                                                  | 2                                                  | 5                                                  | 9                                                  |
| 1970                                               | No clasificó                                       | No clasificó                                       | No clasificó                                       | No clasificó                                       | No clasificó                                       | No clasificó                                       | No clasificó                                       |
| 1974                                               | No clasificó                                       | No clasificó                                       | No clasificó                                       | No clasificó                                       | No clasificó                                       | No clasificó                                       | No clasificó                                       |
| 1978                                               | Fase de grupos                                     | 5                                                  | 1                                                  | 0                                                  | 4                                                  | 2                                                  | 21                                                 |
| 1982                                               | No clasificó                                       | No clasificó                                       | No clasificó                                       | No clasificó                                       | No clasificó                                       | No clasificó                                       | No clasificó                                       |
| 1986                                               | No clasificó                                       | No clasificó                                       | No clasificó                                       | No clasificó                                       | No clasificó                                       | No clasificó                                       | No clasificó                                       |
| Total                                              | 7/14                                               | 32                                                 | 11                                                 | 3                                                  | 18                                                 | 55                                                 | 104                                                |

## Palmarés

### Selección Mayor (Absoluta)
- Copa CCCF 
  -  Medalla de oro (1): 1943.
  -  Medalla de plata (2): 1941 y 1961.
  -  Medalla de bronce (1): 1946
- Copa Concacaf
  -  Medalla de plata (2): 1963 y 1981.
  -  Medalla de bronce (1): 1977.
- Copa Centroamericana 
  -  Medalla de bronce (6): 1995, 1997, 2001, 2003, 2013 y 2017.
- Juegos Centroamericanos y del Caribe:
  -  Medalla de oro (1): 1954.
  -  Medalla de bronce (1): 1935.

### Selección sub-21
- Juegos Centroamericanos y del Caribe:
  -  Medalla de oro (1): 2002.

### Selección Sub-20 (Juvenil)
- Campeonato Sub-20 de la Concacaf (1): 1964.